# 卡西歐MG-880
Casio MG-880是由Casio在1980年所推出的一款計數機。此計數機除提供一般加減乘除的基本計算功能外，更有「音樂彈奏」及「數字打怪獸」(digit invader)的遊戲。
遊戲的方式是要先注意計數機上LCD顯示幕右邊出現的數字(怪獸)，按計數機上[ . ]鍵選擇數字，按[ + ]鍵就是發射(打怪獸)，
當消滅的數字加起來剛好是10的倍數時(如2+8或7+7+6)，「飛碟」便會出現。
如果沒有及時消滅右邊出現的數字，數字就會繼續出現並向左步步進逼。每一關有三次失手的機會，能夠擊退所有數字就可過關。
雖然，該款計數機已經在1981年後停產，但是近年網上有出現Flash、Android及iOS的複製版，讓人重溫數字打怪獸遊戲。

## 資料來源
1. ↑  . Eddie Zone線上遊戲園網站.   [2011-05-14]. （原始内容存档于2011-07-12）.
2. ↑  Justnice.Net. . Google Play. 2016-10-08  [2016-10-09]. （原始内容存档于2016-10-09）.
3. ↑  Sek Huat Peh. . App Store. 2016-10-06  [2016-10-09]. （原始内容存档于2016-10-09） （英语）.

## 外部連結
- Casio MG-880 Casio Calculator Collections （页面存档备份，存于）
- 數字打怪獸PC復活版。明報副刊 2006-08-23